# Enrico Zanoncello
Enrico Zanoncello (* 2. August 1997 in Isola della Scala) ist ein italienischer Radrennfahrer.

## Sportlicher Werdegang
Nach dem Wechsel in die U23 fuhr Zanoncello zunächst für die damaligen italienischen Vereine Colpack und Zalf Euromobil Désirée Fior und erzielte regelmäßig Siege und weitere Podiumsplatzierungen bei Rennen des nationalen Kalenders. 2020 erhielt er die Möglichkeit, als Stagiaire für das UCI WorldTeam Cofidis zu fahren, ein Anschlussvertrag kam jedoch nicht zustande. Er siegte in der Coppa San Geo. Daraufhin wurde er zur Saison 2021 Mitglied im  italienischen UCI ProTeam Green Project-Bardiani CSF-Faizanè. Nachdem er international bis dahin ohne Sieg geblieben war, gelangen ihm in der Saison 2023 gleich vier Erfolge, zwei davon bei Rennen der UCI ProSeries in China.
Im Jahr 2024 gab Zanoncello beim Giro d’Italia sein Grand-Tour-Debüt und belegte den 124. Gesamtrang. Im Verlauf der Saison kam er nur auf einen Sieg, erzielte aber bei verschiedenen Rennen der UCI ProSeries wie der Dänemark-Rundfahrt und der Türkei-Rundfahrt weitere Podiumsplatzierungen.

## Erfolge
2023
- eine Etappe und Punktewertung Tour de Taiwan
- eine Etappe Belgrad-Banja Luka
- eine Etappe Tour of Qinghai Lake
- eine Etappe Tour of Taihu Lake

2024
- eine Etappe Giro d’Abruzzo

## Grand Tour-Platzierungen
| Grand Tour            | 2024 |
| --------------------- | ---- |
| Giro d’ItaliaGiro     | 124  |
| Tour de FranceTour    | –    |
| Vuelta a EspañaVuelta | –    |